# Zoltán Füzesy
Zoltán Füzesy (* 1. Januar 1961 in Kaposvár) ist ein ehemaliger ungarischer Boxer im Mittelgewicht. Er war unter anderem Teilnehmer der Olympischen Spiele 1988 (Platz 5).  

## Boxkarriere
Füzesy wurde 1981, 1984, 1986, 1988 und 1989 jeweils Ungarischer Meister im Mittelgewicht, sowie 1991 Ungarischer Meister im Halbschwergewicht. Bei der Europameisterschaft 1985 in Budapest verlor er erst im Finalkampf gegen Henry Maske und wurde Vize-Europameister im Mittelgewicht. Bei der folgenden Weltmeisterschaft 1986 in Reno (Nevada) unterlag er hingegen noch in der Vorrunde gegen Henryk Petrich.
1988 startete er bei den Olympischen Spielen in Seoul und schlug in den Vorrunden Ahmed Dine und Esa Hukkanen, ehe er im Viertelfinale beim Kampf um einen Medaillenplatz knapp mit 2:3 gegen Hussain Shah Syed ausschied. Eine weitere Viertelfinalniederlage erlitt er bei der Europameisterschaft 1989 in Athen gegen Michal Franek.
Einen weiteren großen Erfolg erzielte er mit dem Gewinn einer Bronzemedaille im Mittelgewicht bei der Weltmeisterschaft 1989 in Moskau, als er erst im Halbfinale gegen Andrei Kurnjawka unterlegen war. Bei den Goodwill Games 1990 in Seattle verlor er dann im Viertelfinale gegen Michael DeMoss.
Von Mai 1991 bis Juni 1994 bestritt er noch sieben Profikämpfe in Deutschland und Österreich.